# Flame Is Burning
«Flame Is Burning» —[fleɪm ɪz bɜːnɪŋ]; en español: «La llama está ardiendo»— es una canción compuesta por Leonid Gutkin, Netta Nimrodi y Arie Burshtein e interpretada en inglés por Yulia Samóilova. Fue elegida para representar a Rusia en el Festival de la Canción de Eurovisión de 2017 mediante la elección interna de C1R el 12 de marzo de 2017.